# Gadirtha inexacta
Gadirtha inexacta är en fjärilsart som beskrevs av Walker 1857. Gadirtha inexacta ingår i släktet Gadirtha och familjen trågspinnare. Inga underarter finns listade i Catalogue of Life.